# Путешествие в ад
«Путешествие в ад» (англ. Tourist Trap, букв. — «Ловушка для туристов») — независимый американский слэшер 1979 года, поставленный Дэвидом Шмёллером по сценарию Дж. Ларри Кэрролла, оба также стали продюсерами.

## Сюжет
Эйлин и её парень Вуди едут через пустыню. Когда у их машины спустило колесо, Вуди отправился на поиски заправки. Их друзья Бекки, Джерри и Молли едут отдельно в другой машине. Они застают Эйлин, ждущую у машины, и все едут за Вуди.
Вуди обнаруживает заправку, но она кажется заброшенной. Он входит в заднюю комнату, но попадает в ловушку сверхъестественной силы. Различные манекены появляются в комнате и маниакально кудахчут, разные предметы летят с полока на него, в конце концов металлическая труба пронзает и убивает его.
Остальные находят так называемую ловушку для туристов и решают, что Вуди там. Когда они въезжают, их автомобиль таинственным образом ломается. Джерри пытается починить машину, а девушки идут купаться нагишом в соседний оазис. Пока они плывут, появляется мистер Слосен, владелец упомянутой ловушки для туристов, с дробовиком в руках. Несмотря на внешнюю вежливость, он, кажется, озлоблен упадком своей туристической ловушки с тех пор, как шоссе было перенесено. Обнаженные девушки чувствуют себя неловко в воде, пока он болтает, и они извиняются за вторжение.
Слосен предлагает помочь Джерри с машиной, но настаивает, чтобы группа отправилась к нему домой за инструментами. Там они видят, в чём заключается ловушка для туристов — музей восковых фигур. Эйлин интересуется соседним домом, но Слосен настаивает, чтобы девушки оставались в музее. Слосен берет Джерри починить их машину, оставляя их одних. Не выдерживая, Эйлин уходит в поисках телефона в соседний дом. Внутри она находит несколько манекенов. Кто-то зовёт её по имени, и незнакомец в гротескной маске внезапно появляется позади неё. Различные предметы в комнате двигаются сами по себе, и шарф, который носит Эйлин, затягивается и душит её до смерти.
Слосен возвращается к Молли и Бекки, говоря, что Джерри поехал на своем грузовике в город. Когда ему говорят, что Эйлин ушла, он спешит в дом и обнаруживает, что Эйлин превратилась в манекен. Вернувшись, он говорит Молли и Бекки, что не нашёл Эйлин и снова уходит, чтобы продолжить поиски. Девушки обеспокоены, но вскоре также покидают музей, чтобы найти Эйлин. Бекки входит в соседний дом и находит манекен, похожий на Эйлин. На Бекки нападает убийца в маске, а затем несколько манекенов. Позже она просыпается связанной в подвале вместе с Джерри. Джерри говорит, что убийца — брат Слосена Дэйви. Также в плену находится привязанная к столу Тина, путешественница, застрявшая в туристической ловушке ранее. Её убивают, когда человек в маске закрывает её лицо пластырем, заставляя её задыхаться. Джерри освобождается и нападает на убийцу, но вскоре его одолевают. Джерри пытается дотянуться до ключа, но убийца телекинетически убирает его.
Молли все ещё снаружи и ищет остальных. Вскоре её начинает преследовать человек в маске. Она встречает Слосена, который отвозит её в музей и дает ей пистолет, когда он входит внутрь. Появляется человек в маске, и Молли стреляет, но пистолет заряжен холостыми патронами. Мужчина снимает маску, показывая, что он Слосен. Она паникует и пытается ускользнуть от Слосена, но вскоре её хватают и привязывают к кровати.
Бекки и Джерри убегают из подвала, но разделяются. Появляется Слосен и ведёт Бекки в музей. Там фигуры Старого Запада начинают стрелять в неё. Бекки убивает индейский вождь, который бросает в неё нож и вонзает его в затылок. Вернувшись в дом, Джерри пытается спасти Молли, но оказывается, что он, сам того не подозревая, превратился в манекен. Слосен танцует с фигурой своей жены, и Молли видит, что жена оживилась. Травмированная, она убивает Слосена топором.
На следующее утро обезумевшая Молли уезжает с манекенами своих друзей.

## В ролях
- Чак Коннорс — мистер Слосен
- Шейлар Коби — Дэви
- Джослин Джонс — Молли
- Джон Ван Несс — Джерри
- Робин Шервуд[англ.] — Эйлин
- Таня Робертс — Бекки
- Дон Джеффори-Нельсон — Тина
- Кит Макдермотт[англ.] — Вуди
- Линнея Куигли — Манекен (в титрах не указана)

## Производство
Сценарий фильма «Путешествия в ад» был написан Дэвидом Шмёллером и Дж. Ларри Кэрроллом, последний из которых передал фильм продюсеру Чарльзу Бэнду. Первоначально Шмёллер предлагал, что режиссёром фильма стал Джон Карпентер, но Кэрролла, который также выступил в роли продюсера, не устраивала финансовая ситуация и он решил, что режиссером станет сам Шмёллер.
В оригинальном сценарии не было телекинетических способностей; по словам Кэрролла, идея была предложена Бэндом, который настоял на том, чтобы она была реализована в сценарии.

### Кастинг
Продюсерская компания не назначала кастинг-директора для фильма, вместо этого полагаясь на независимых агентов, помогающих отбирать роли. По словам режиссёра Шмёллера, 50 000 долларов бюджета фильма были выделена на гонорар главного актёра, который сыграет антагониста мистера Слосена. Эта роль была предложена таким голливудским актёрам как Джек Пэланс и Гиг Янг, но оба отказались от проекта. Чак Коннорс, который был третьим кандидатом съёмочной группы на эту роль, согласился.
По словам Шмёллера, каждый из актёров фильма, кроме Коннорса, прослушивался на свои роли. Джослин Джонс была выбрана на главную женскую роль, Молли, после того как Шмёллер увидел некоторые из её предыдущих работ, в то время как Таня Робертс получила роль Бекки. Джон Ван Несс и Робин Шервуд получили роли Джерри и Эйлин соответственно.
В начальных титрах появляется имя актёра Шейлара Коби, который исполнил роль Дэви, брата-убийцу мистера Слосена в фильме. Позже обнаруживается, что Дэйви и мистер Слосен — один и тот же человек, и что у него диссоциативное расстройство личности. Этот элемент сюжета был вдохновлен «Психо» (1960). На самом деле Чак Коннорс играет обоих персонажей, имя Шейлар Коби было сделано из имени сына Шмуллера, Шейлар и Коби. Актёра Шайлара Коби не существует. Всё это было сделано для того, чтобы скрыть от аудитории тот факт, что Дэйви и мистер Слосен — одно и то же лицо, поскольку приписывание Чаку Коннорсу обеих ролей было бы подозрительным, а раскрытие должно было стать поворотом сюжета.

### Съёмки
Картина была снята за 24 дня в пригороде Лос-Анджелеса, Калифорния, а также в павильонах студии Rampart Sound Studios. Основные съёмки начались 27 марта 1978 года. Часть внутренних сцен была снята в пустующем доме по адресу Голливудский бульвар, 5255, который планировалось снести. Шмёллер договорился с подрядчиком о переносе даты сноса здания на пять дней, в течение которых съёмочная группа отсняла все сцены. Используя заброшенный дом, создателям удалось сэкономить примерно 30 000 долларов на строительстве декораций. Дэвид Уайлер, сын Уильяма Уайлера, служил вторым помощником режиссёра, а оператором-постановщиком был Николас фон Штернберг, сын Йозефа фон Штернберга.
Художник-постановщик Роберт А. Бёрнс, работавший над картинами Тоуба Хупера «Техасская резня бензопилой» (1974) и Уэса Крейвена «У холмов есть глаза» (1977), занимался художественным оформлением и большинством спецэффектов фильма, включая манекены и их управление. Для достижения эффекта полтергейста в первой сцене фильма декорация была сконструирована повернутой на 90 градусов; это позволяло съемочной группе швырять предметы из шкафа, который фактически был прикреплен к потолку, на пол, который появлялся на камере как стена. Другие спецэффекты были выполнены с использованием проводов.
Шмёллер вспоминал, что съемочный процесс был «обучающим» опытом, поскольку это был его первый режиссёрский опыт.

## Релиз
По данным каталога фильмов Американского института киноискусства, премьера фильма состоялась в Лос-Анджелесе 14 марта 1979. Несмотря на наличие сцен насилия и жестокости, Американская ассоциация кинокомпаний присудила фильму рейтинг PG, из-за чего фильм смог получить сеансов в большем количестве кинотеатров и право выпуска на национальном телевидении.
Фильм был выпущен на VHS и DVD компанией Cult Video 20 июля 1998 года. Он был переиздан на DVD компанией Wizard Entertainment 19 марта 2013 года, а Full Moon Features впервые выпустила фильм на Blu-ray 20 мая 2014 года. Выпуск Blu-ray Full Moon включает в себя усеченную версию фильма, которая длится 85 минут; хотя жестокие сцены фильма остаются нетронутыми, незначительные сюжетные моменты отсутствуют в этой версии. Полная режиссёрская версия фильма на Blu-ray была выпущена компанией Full Moon 24 ноября 2020 года. Эта версия имеет недостающие 5 минут и представлена в коллекционной ретро-упаковке VHS с дополнительными дополнениями, включая фигурку Слосена и DVD-копию. Стандартный однодисковый Blu-ray был выпущен 9 февраля 2021 года.

## Отзывы критиков
Автор и кинокритик Леонард Малтин дал фильму полторы звезды из четырёх, заявив, что хотя в фильме была пара пугающих моментов, это был «в основном скучный триллер». Автор Стивен Кинг в книге «Пляска смерти» (1981), высоко оценил фильм как малоизвестную классику. Джейсон Бьюкенен из AllMovie похвалил фильм, назвав его «одним из самых недооцененных малобюджетных фильмов ужасов 1970-х годов» . В своей рецензии на фильм Бьюкенен высоко оценил атмосферу фильма, партитуру, исполнение Коннерса и тревожное использование звука и образов, сравнив его с «Техасской резней бензопилой» Тоба Хупера. TV Guide наградил фильм двумя звездами из четырёх, назвав его «странным, жутким шокером».